# 広島県看護協会
公益社団法人広島県看護協会（こうえきしゃだんほうじんひろしまけんかんごきょうかい、英称：Hiroshima Nursing Association）は、広島県知事所管の広島県の看護師を会員とする公益法人。

## 本部所在地
広島県看護協会会館：〒730-0803 広島県広島市中区広瀬北町9-2

## 訪問看護ステーション
- 訪問看護ステーション中央 
  - 〒730-0002 広島市中区白島中町9-1 松中ビル202号
- 訪問看護ステーション若草
  - 〒732-0054 広島市東区愛宕町2-18　第1正岡ビル201号
- 訪問看護ステーションひびき
  - 〒731-0223 広島市安佐北区可部南5-11-7 長山コーポラス2F
- 訪問看護ステーションそよかぜ
  - 〒737-0141 呉市広大新開2-3-3
- 訪問看護ステーションひかり
  - 〒737-0903 呉市焼山西3丁目17-9
- 訪問看護ステーションこい
  - 〒733-0815 広島市西区己斐上1丁目14-2 （社）広島県己斐センター内